# Micropsectra hidakabecea
Micropsectra hidakabecea е насекомо от разред Двукрили (Diptera), семейство Хирономидни (Chironomidae).